# Maurice Arnoux
Pour les articles homonymes, voir Arnoux.
Maurice Arnoux, né le 7 septembre 1895 à Montrouge et mort le 6 juin 1940 à Angivillers (Oise), est un aviateur français, commandeur de la Légion d'honneur.

## Biographie
Maurice Arnoux est né le 7 septembre 1895 à Montrouge. Son père travaillait au Conseil d'État. Il fait ses études au lycée Michelet à Vanves. Après les cours, il se rend sur les terrains où commencent à piloter Louis Blériot et Henri Farman. Il poursuit ses études à l'École d'électricité et de mécanique industrielle pour devenir ingénieur.
Il obtient son baptême de l'air en 1912, grâce à Pierre-Émile Gougenheim, chef pilote de l'École Farman à Étampes. Il a alors l'idée de réaliser des petits moteurs d'avion avec son ami Mauny, dont le père possède un atelier de mécanique à Montrouge.

### Première Guerre mondiale
N'ayant pas effectué son service militaire car âgé de 19 ans, il est mobilisé au mois de décembre 1914 au 2e groupe d'aviation à Bron, près de Lyon d'où il est affecté à l'escadrille MF 99 S qui est envoyée par la France soutenir la Serbie qui se bat toujours en 1915 contre les armées austro-hongroises. Simple soldat ayant le rôle de conducteur automobile, Maurice Arnoux s'embarque à Marseille avec son unité le 3 mars 1915 pour arriver en Serbie deux semaines plus tard, les appareils français s'installant près de Belgrade. La MF 99 S, après avoir combattu près de six mois sur le front serbe, doit battre en retraite avec toute l'armée serbe à la suite de l'offensive menée par les troupes allemandes et bulgares au mois d'octobre 1915. Maurice Arnoux va conduire son camion Berliet jusqu'à la ville de Prizren puis gagner à pied le rivage de l'Adriatique en passant par les montagnes enneigées d'Albanie.  
Rapatrié en France via l'Italie à la fin de l'année 1915, il se porte volontaire pour devenir pilote et sa demande est acceptée. Le 24 mai 1916, il est breveté pilote militaire (brevet no 3539). Après un stage à Avord et à Châteauroux, il est envoyé au front à Verdun. Sergent, il commence comme pilote d'avion d'appui d'infanterie, c'est-à-dire qu'il vole très bas afin de soutenir les fantassins dans cet avion qu'il appelle « la cage aux poules » à 80 km/h. En raison de son rôle d'observateur lors de la reprise du fort de Douaumont, il est cité à l'ordre du corps d'armée le 7 novembre 1916. Cité huit fois à l'ordre.
Le 16 avril 1917, il devient pilote de chasse dans l'escadrille no 49 sur un Nieuport monoplace. À deux reprises, son avion est touché. Il doit atterrir de toute urgence et s'en sort miraculeusement indemne. Il compte ensuite cinq victoires homologuées et obtient :
- cinq citations à l'ordre de l'Armée aérienne ;
- la médaille militaire le 4 octobre 1918 11 citations ;
- la Légion d'honneur le 13 juillet 1919. Il a 23 ans.

### Entre-deux-guerres
Il est nommé sous-lieutenant en mars 1919, puis lieutenant réserviste en mars 1922, capitaine en 1930 et commandant en 1938.
Breveté pilote civil en juillet 1926, il termine second dans les coupes Dunlop et Zénith en 1931. En 1933, il bat le record de vitesse des 100 km pour monoplace de 350 kg à 304 km/h de moyenne. Jusqu'à la Seconde Guerre mondiale, il enchaîne les victoires dans les courses civiles. Quatre records du monde de vitesse sur son Caudron C.460 Rafale, dont les 100 km en circuit fermé. Détenteur de la Coupe Deutsch de la Meurthe en 1934 et de celui des 12 Heures d'Angers. Cette même année, il fonde avec Marcel Mérat un ancien pilote de la Première Guerre mondiale, l'Aéroclub du Canton de Sceaux (AéCCS) pour l'entraînement de jeunes pilotes civils. Ils débutent sur l'aérodrome de Guyancourt avec un Caudron C.270 Luciole puis ils s'installent sur l'aéroport d'Orly avec un second avion, un Potez 58, puis sur l'aérodrome d'Étampes - Mondésir. L'aéroclub se déplace en 1947 sur le terrain de l'aéroport de Toussus-le-Noble.

### Seconde Guerre mondiale

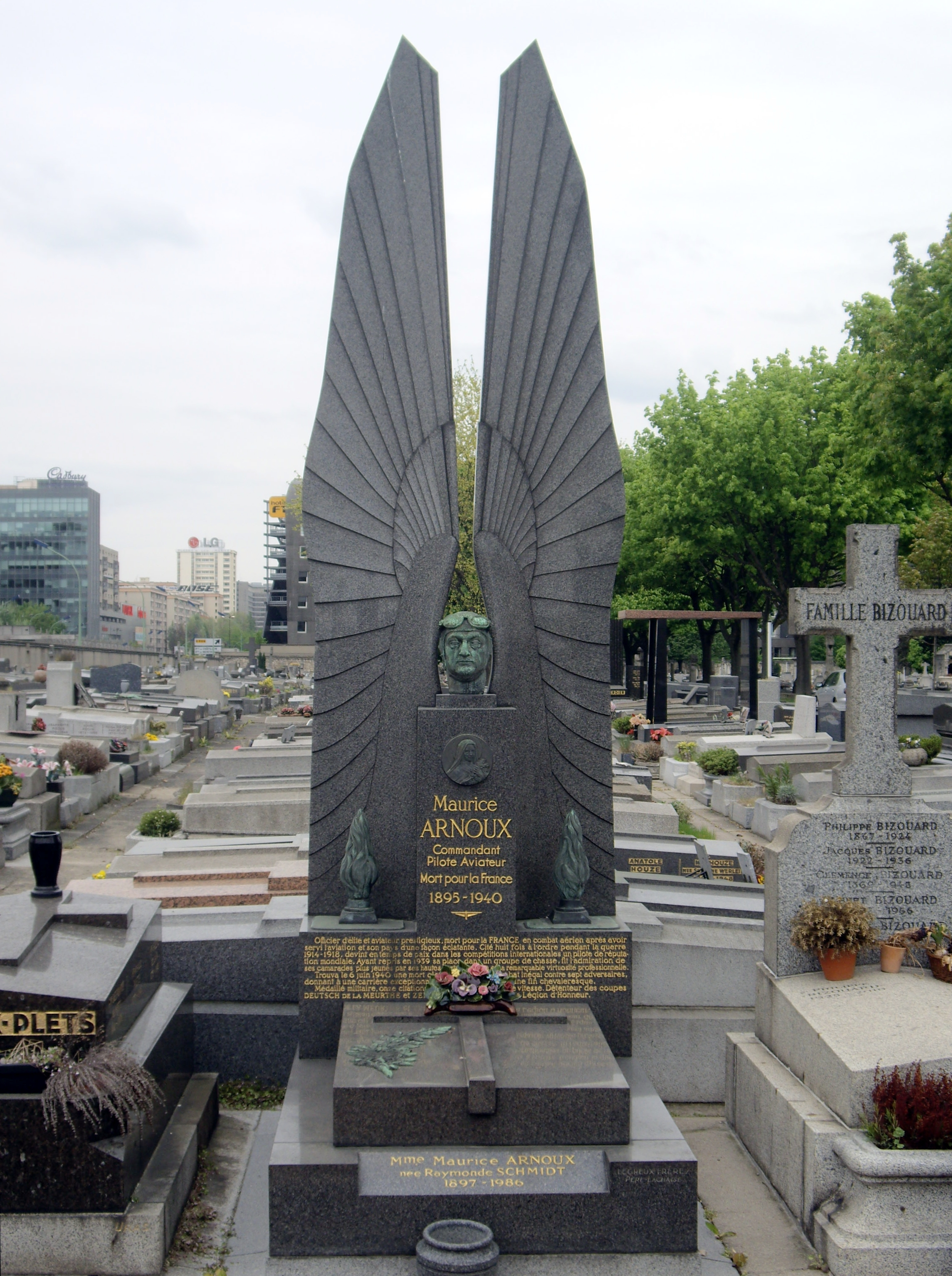
Tombe au cimetière de Montrouge.

Engagé dans la drôle de guerre, en attendant des avions neufs, promis mais jamais arrivés, il est abattu le 10 mai 1940. Légèrement blessé, il est soigné à l'hôpital mais le 6 juin 1940, à la suite d'un combat héroïque dans les airs, contre sept avions ennemis, il est abattu à bord de son Morane-Saulnier MS.406. Son avion s'écrase dans un champ de blé dans la commune d'Angivillers (Oise). Il est enterré près d'une église, laissant seuls sa femme et ses trois enfants. Plus tard, une deuxième tombe est creusée au cimetière de Montrouge dans le 14e arrondissement de Paris.

## Distinctions
- Commandeur de la Légion d'honneur le 13 juillet 1919
- Médaille militaire le 4 octobre 1918
- Croix de guerre 1914–1918 avec palme

Une rue de Montrouge, sa ville natale, porte son nom.

## Sources
- Marcellin Richard, « Maurice Arnoux - Aviateur 1895-1940 - commandeur de la Légion d'honneur » in La Cohorte, no 177, août 2004, p. 35-40.